# Alexander Henry Green
Alexander Henry Green (* 10. Oktober 1832 in Maidstone; † 19. August 1896 in Boars Hill bei Oxford) war ein britischer Geologe, der wesentlich an der geologischen Landesaufnahme von Derbyshire und Yorkshire beteiligt war.

## Leben
Green war der Sohn des Schuldirektors der Ashby Grammar School (die er ebenfalls besuchte) in Ashby-de-la-Zouche und studierte in Cambridge, wo er 1851 Fellow des Gonville and Caius College wurde und bei den Tripos in Mathematik den sechsten Rang belegte. 1858 erhielt er seinen M.A. Abschluss und blieb bis 1861 am College, als er Mitarbeiter des Geological Survey von Großbritannien wurde. Ab 1867 war er dort Staatsgeologe. Er begann in den mesozoischen Schichten (Jura, Kreide) der Midlands und ging dann über überwiegend karbonische Formationen in Derbyshire und Yorkshire nach Norden. 1874 wurde er Professor für Geologie und ab 1875 auch von Mathematik am Yorkshire College in Leeds. Lange Jahre unterrichtete er auch Geologie an der Pionierschule (School of Military Engineering) in Chatham (Kent). 1888 wurde er als Nachfolger von Joseph Prestwich Professor für Geologie in Oxford.
Beim Geological Survey bearbeitete er allein oder mit Kollegen Banbury (erschienen 1864), Stockport (1866), Tadcaster (1879), Dewsbury (1871), Barnsley (1878), Wakefield (1879), den Norden von Derbyshire (1869, 2. Auflage 1887) und das Kohlerevier von Yorkshire (1869, 1878, mit Russell, John Roche Dakyns, C. Ward).
Er war Fellow der Royal Society (1886) und der Geological Society of London (1862) und erhielt 1892 die Murchison-Medaille. Er war auch später Ehren-Fellow seines alten College in Cambridge. 1890 war er Präsident der Sektion Geologie beim Treffen der British Association for the Advancement of Science in Leeds.

## Schriften
- Manual of Physical Geography. 1876, 3. Auflage, Rivingtons, London 1882.
- mit R. Russell, J. R. Dakyns, J. C. Ward, C. Fox-Strangways, W. H. Dalton, T. V. Holmes: The Geology of the Yorkshire Coalfield. (= Memoirs of the Geological Survey [Coalfield].) Her Majesty’s Stationery Office, London 1887 (pubs.bgs.ac.uk).